# Otvovice
Otvovice è un comune della Repubblica Ceca facente parte del distretto di Kladno, in Boemia Centrale.

## Altri progetti

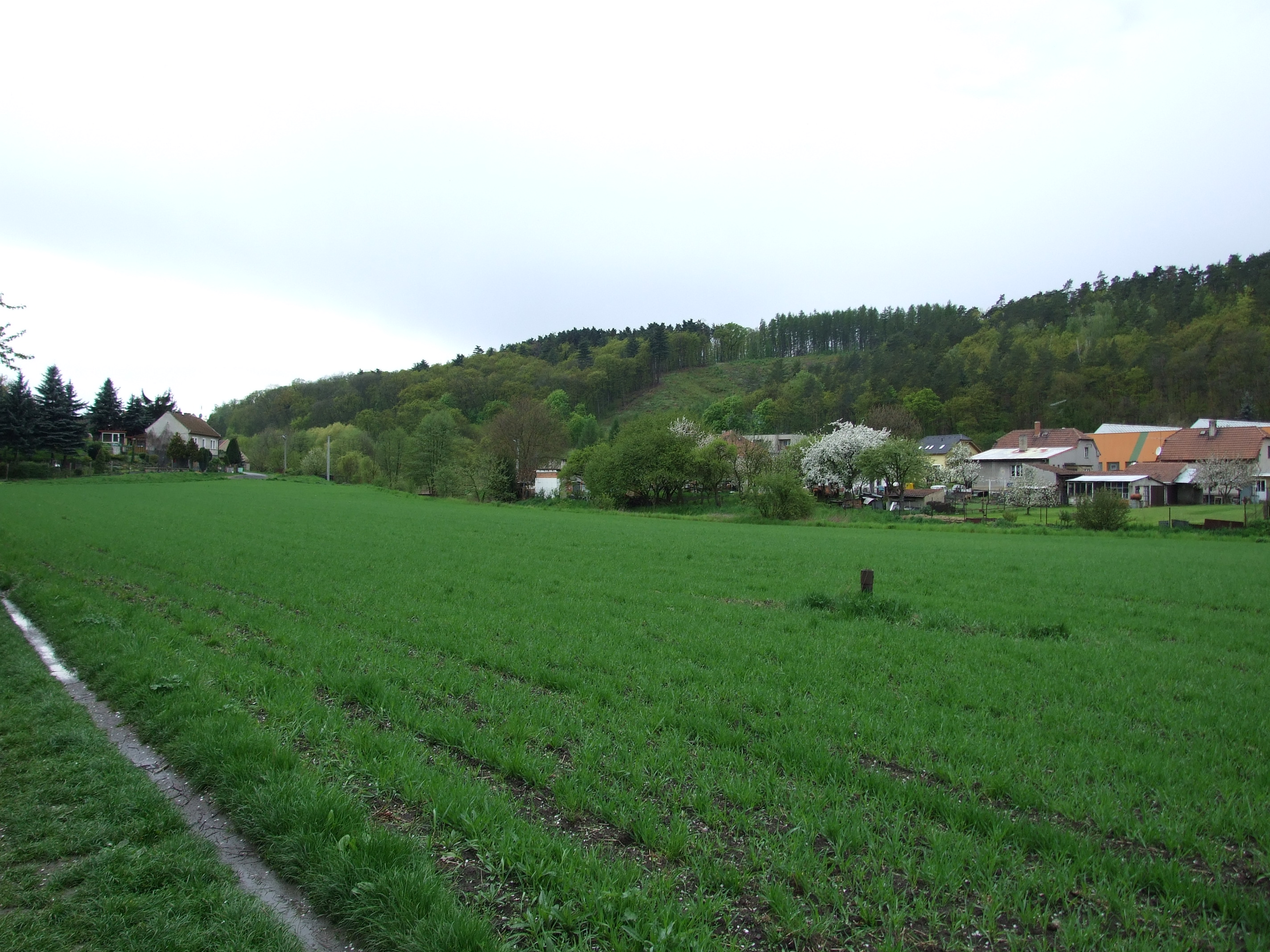
Coltivazioni a Otvovice